# Zwan
Zwan var en kortlivad indierock- och supergrupp som bildades 2001 efter The Smashing Pumpkins splittring av Billy Corgan och Jimmy Chamberlin tillsammans med Matt Sweeney. Sweeney rekryterade Pajo och bandet debuterade som en kvartett i slutet av året. Lenchantin anslöt till bandet våren 2002. Zwan framförde ungefär 50 nya låtar skrivna av Corgan på flera korta turnéer, men släppte bara ett studioalbum, Mary Star of the Sea. Efter en världsturné 2003 splittrades gruppen.

## Medlemmar
- Billy Corgan (sång/gitarr), från The Smashing Pumpkins.
- Matt Sweeney (gitarr), från Chavez och Skunk. Han har också spelat med Cat Power och Guided by Voices, och samarbetat med Will Oldham på ett album.
- David Pajo (gitarr), från Slint och den drivande kraften bakom Papa M. Han har också spelat med Tortoise, Stereolab, Royal Trux och Will Oldham.
- Paz Lenchantin (basgitarr), från A Perfect Circle. Har också spelat med Queens of the Stone Age och Papa M.
- Jimmy Chamberlin (trummor), från the Smashing Pumpkins.

## Diskografi

### Album
- Mary Star of the Sea (2003)

### Singlar
- "Honestly" (November 2002)

1. "Honestly" (Corgan) - 3:44
2. "Number of the Beast" (Iron Maiden-cover) - 4:15
3. "Freedom Ain't What It Used to Be" (Corgan) - 4:06

- "Lyric"  (2 juni 2003)

1. "Lyric" (Corgan) - 3:17
2. "Nobody 'Cept You" (Bob Dylan-cover) - 4:13
3. "Autumn Leaves" (Jacques Prevert, Johnny Mercer, Joseph Kosma) - 2:21